# Мордвіна Ірина Олександрівна
Ірина Олександрівна Мордвіна (нар. 22 квітня 1936, місто Дніпропетровськ, тепер Дніпро) — радянська діячка, секретар Кримського обласного комітету КПРС, заступник голови Кримського облвиконкому.

## Біографія
Освіта вища. Член КПРС.
До січня 1982 року — інструктор відділу організаційно-партійної роботи ЦК КПУ.
27 січня 1982 — 16 грудня 1988 року — секретар Кримського обласного комітету КПРС з питань соціально-економічного розвитку.
2 грудня 1988 — 4 квітня 1990 року — заступник голови виконавчого комітету Кримської обласної ради народних депутатів.
Потім — на пенсії в місті Сімферополі.

## Нагороди
- орден Трудового Червоного Прапора
- медаль «Діти війни»